# Villarazzo
Villarazzo è una frazione del comune italiano di Castelfranco Veneto, in provincia di Treviso.

## Geografia fisica
Si trova a nordovest del capoluogo comunale, lungo la strada regionale "Castellana" e a breve distanza dal confine con Castello di Godego.
I corsi d'acqua più rilevanti sono il torrente Musone e la roggia Musonello. I due corsi, ravvicinati e pressoché paralleli, lambiscono il centro scorrendo da nordovest a sudest; le acque del primo sono incanalate poco più a valle nel Muson dei Sassi, mentre quelle del secondo contribuiscono ad alimentare i fossati che circondano le mura di Castelfranco.

## Storia
Il toponimo (in passato attestato come Villa Ratii, Villa Rasii, Villa Racii e Villa Rasia) è di difficile interpretazione. Probabilmente è un diminutivo di villa, con il significato di "piccolo villaggio".
È citata per la prima volta nel 1221 tra i feudi di Ezzelino II da Romano, tuttavia non compare nel documento del 1223 relativo alla spartizione dei beni della sua famiglia.
Nel 1314, durante la guerra che oppose Cangrande della Scala a Treviso, le truppe veronesi la saccheggiarono assieme alla vicina Godego. Le cronache citano in quest'occasione la vicenda del mugnaio di Villarazzo al quale gli invasori, che lo avevano sequestrato, chiesero ragguagli sui borghi di Castelfranco e in particolare se duecento uomini fossero bastati a conquistarli; l'uomo rispose di non saperlo, non essendo lui un uomo d'arme, e fu quindi rilasciato.
Passata alla Serenissima, al 1389 risale la prima attestazione in loco dei Moro, famiglia veneziana che dal 1480, in occasione dell'erezione della parrocchia, ne ebbe il giuspatronato.
Nel 1414 la podestaria di Castelfranco decise di esentare il villaggio da ogni tassazione, a causa della sua povertà. Tale provvedimento, confermato dal il Senato veneziano, sopravvisse alla fine della Repubblica e solo nel 1806, sotto Napoleone, venne abolito.
Il 17 maggio 1796 il parroco don Sante Moresco iniziò una Cronica del paese, registrando tra l'altro le angherie dei soldati francesi che saccheggiarono il patrimonio della chiesa.

## Monumenti e luoghi d'interesse

### Chiesa parrocchiale

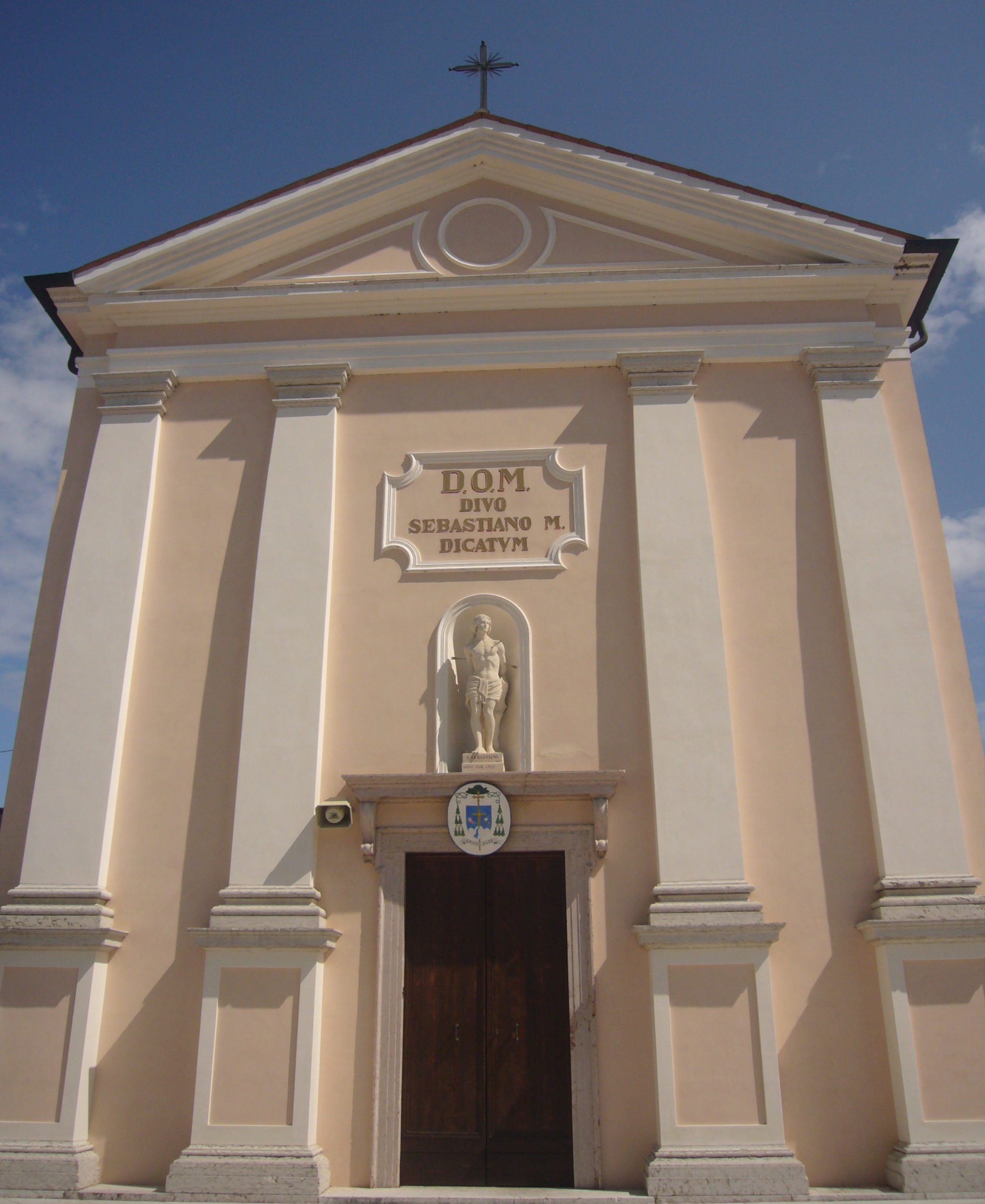
La chiesa parrocchiale

Antica dipendenza della pieve di Godego, da questa emancipatasi nel 1480, l'edificio attuale rappresenta l'ultima opera dell'architetto Michele Fapanni, costruita a partire dal 1846 in luogo di quella precedente, divenuta angusta e pericolante. I lavori furono finanziati dalla nobildonna Elena Dolfin Gradenigo, proprietaria della vicina villa. L'edificio primitivo aveva l'orientamento capovolto, rivolgendo la facciata alla vecchia strada che si snodava lungo il torrente Muson.
Costituita da un solo vano absidato, ha linee sobrie e regolari, come prevedono i dettami neoclassici. All'interno è conservata la pala con i Santi Antonio abate, Paolo apostolo, Sebastiano e Rosalia di Egidio Dall'Oglio, dipinta negli anni in cui il fratello Francesco era parroco di Villarazzo (1751-1762).

### Villa Dolfin, Gradenigo
Sorge a est della chiesa, alla fine di una laterale della strada Castellana e lungo la riva sinistra del Muson. Originaria del XVII secolo, ha subito nel corso del tempo diverse trasformazioni che ne hanno profondamente mutato l'aspetto. Solo in tempi recenti, un importante restauro esteso all'intero complesso (comprendente, oltre alla casa padronale, una barchessa adiacente e una costruzione isolata più recente) ha permesso di restituirle in buona parte le linee originarie.
Fu proprietà dei veneziani Dolfin fino alla metà dell'Ottocento e mostra alcune analogie con un'altra villa che la famiglia possedeva a Rosà.
La casa padronale è interessante per la diversità delle tre facciate (sul lato ovest inizia la barchessa). Le aperture di quella di levante presentano una diversa altezza rispetto a quelle della altre due, poiché il vano scale, peraltro leggermente aggettante, si trova nella parte centrale.
Il fronte sud, quello verso la strada, si caratterizza per quattro lesene di ordine gigante che terminano sotto le finestre del secondo piano, definendo tre partiti. Il piano nobile è sottolineato da una trifora architravata (sussistono le tracce di una monofora centrale ad arco), corrispondente al secondo piano da tre finestre ravvicinate. Il tutto è concluso da un timpano circolare poggiante sulla cornice modanata e decorato da tre pinnacoli sferici.
Il fronte nord, rivolto al parco, è simmetrico e tripartito, con interassi disposti regolarmente. Al pianterreno si trova un loggiato con colonne e pilastri d'angolo, cui corrisponde, al livello superiore, una trifora con monofora centrale ad arco; le restanti aperture hanno profilo architravato. È concluso da un timpano passante triangolare con tre pinnacoli sferici ai vertici.
Tutti gli elementi decorativi sono in pietra bianca di Vicenza, eccetto le volute che raccordano il timpano al tetto che sono in marmo rosa di Asiago.
Degni di nota anche gli interni: il salone del pianterreno è decorato con stucchi settecenteschi colorati, mentre sulle pareti del salone passante del piano nobile si trovano ventitré cornici rettangolari, sempre a stucco, che racchiudevano delle tele oggi disperse. Altri stucchi in stile impero ornano tre stanze verso la strada.
Oggi è la sede centrale dell'IPSSEOA "Giuseppe Maffioli".

### Ca' Moro
Si trova lungo la strada Castellana, poco oltre il centro abitato andando verso Castello di Godego.
Originaria del XVI secolo, fu residenza della famiglia Moro che, come già visto, aveva interessi a Villarazzo sin dalla fine del Trecento. Il suo aspetto richiama quello delle case-fondaco veneziane: il fronte principale è diviso in tre e il partito centrale presenta un portico a tre archi al piano terra, una serie di sei finestre ad arco al piano nobile, separate fra loro da colonnine con capitelli ionici, e due finestrelle architravate sul sottotetto, allineate alle due colonne del portico. Gli altri due partiti presentano due aperture per livello, con quelle del piano nobile ad arco.
La villa doveva essere stata concepita come casa domenicale costituita anche da edifici di servizio legati a un'azienda agricola. Sussistono infatti le tracce di ampliamenti e ristrutturazioni e, sul fronte nord, i segni dell'unione di due corpi distinti.
Gli interni erano un tempo decorati da un vasto ciclo di affreschi di cui oggi restano solo quelli di una sola stanza. Qui otto cariatidi dividono le pareti in quattro riquadri su cui sono rappresentati Apollo e Dafne, un'allegoria della Primavera, Venere che dissuade Adone dalla caccia e una donna e un cacciatore nel bosco. Le opere sono delimitate superiormente da un fregio continuo raffigurante divinità marine, mentre sotto le finestre si trovano dei quadretti raffiguranti imbarcazioni con guerrieri. Le opere sono state inizialmente attribuite al Giorgione, ma l'ipotesi non è sostenibile; Giuseppe Mazzotti vi nota un gusto tardo-paolesco, mentre Luciana Crosato le rimanda a uno dei tanti mediocri frescanti attivi nella zona di Castelfranco nella seconda metà del Cinquecento.

### Villa Barisan
Si innalza nelle campagne a ovest, lungo via Pagnana e in prossimità della ferrovia Venezia-Trento. Costruita probabilmente nel XVII secolo (più tarda l'adiacenza affiancata al lato ovest del palazzo padronale), fu dimora di campagna dei Barisan, famiglia di notabili castellani che risiedeva abitualmente in un palazzo incorporato nelle mura, presso la scomparsa porta Salomona.
Versa in un certo stato di degrado in quanto, con il tempo, si è gradualmente adattata da dimora signorile a edificio agricolo. Così, alcune aperture del fronte principale risultano murate, sono andati pressoché perduti gli intonaci esterni e mancano all'appello numerosi elementi decorativi.
La casa padronale presenta il fronte principale simmetrico e diviso in tre partiti, con quello centrale leggermente avanzato rispetto alle ali laterali e concluso da un sopralzo coronato da un timpano triangolare. Le aperture sono rappresentate al centro del piano terra dal portale ad arco affiancato da due finestre con lo stesso profilo. A questo corrisponde, per entrambi i livelli superiori, una monofora affiancata da due finestre architravate; quella del primo piano si affaccia su un poggiolo lapideo, mentre quella del secondo risulta murata. Sui partiti laterali si aprono due finestre per livello, con quelle del piano terra ad arco.
All'interno si conservano elementi di pregio: soffitti alla sansovina, porte sagomate, scale in pietra con soffitto a volta e un caminetto in marmo rosso.